# Los Angeles
Los Angeles (engleski izgovor IPA: /lɒs ˈændʒələs/ los-AN-jə-ləs; španjolski izgovor: [los ˈaŋxeles]), poznat i pod skraćenicom L.A., grad je smješten uz obalu Tihog oceana na jugu američke savezne države Kalifornije. Prema popisu stanovništva iz 2006. u samom gradu je živjelo 3,849.378 stanovnika, što ga čini najvećim gradom u Kaliforniji i nakon New Yorka drugim najnaseljenijim gradom u SAD-u. Njegovo ime na španjolskom jeziku znači anđeli.
Los Angeles je i sjedište okruga Los Angeles, koji je 2005. imao populaciju od 10.226.506, što ga čini najnaseljenijim okrugom u SAD-u, a cijelo metropolitansko područje grada iste je godine imalo 17,545.623 stanovnika, čime je jedno od najvećih metropolitanskih područja na svijetu.
Los Angeles je poznat kao jedan od najvažnijih svjetskih gospodarstvenih, kulturnih i zabavnih središta. U gradu se nalaze brojna sveučilišta, znanstvene institucije, kazališta i muzeji. Los Angeles je središte filmske i televizijske industrije koja je smještena u njegovu predgrađu Hollywoodu, a uz to je i važno središte glazbene scene kao i industrije zrakoplova i svemirskih letjelica. Grad je osim toga dvaput bio i domaćin Olimpijskih igara koje su se u njemu održavale 1932. i 1984. godine te je domaćin slijedećih Ljetnih olimpijskih igara 2028.
Četvrti Los Angelesa su: Hollywood, Venice, San Pedro, San Fernando, Westside, Wilshire i dr.

## Povijest
Los Angeles je kao naselje na području Indijanaca Tongvá 4. rujna 1781. zajedno s 44 doseljenika osnovao španjolski guverner Kalifornije Felipe de Neve, a tada je to područje uglavnom služilo za bavljenje stočarstvom.
Ime Los Angeles na španjolskom znači anđeli i predstavlja skraćenicu izvornog naziva naselja koji na španjolskom glasi El Pueblo de Nuestra Señora la Reina de los Ángeles de Porciuncula ili u prijevodu Grad naše Gospe, Kraljice anđela od Porcijunkule.
Godine 1835. Los Angeles je postao gradom i istovremeno glavnim gradom najsjevernije meksičke regije Alta Kalifornije. Do sljedeće godine broj stanovnika je porastao na 2.228, ali se tada na neko vrijeme ponovno smanjio. Do sredine 19. stoljeća Los Angeles je bio meksičko naselje koje se uglavnom sastojalo od američkih doseljenika, siromašnih kineskih radnika i malog broja dobrostojećih meksičkih zemljoposjednika. Tijekom meksičko-američkog rata između 1846. i 1848. američki vojnici okupirali su Alta Kaliforniju i Los Angeles te ih pridružili SAD-u.
Dana 4. travnja 1850. naselje je u okviru osnovanja savezne države Kalifornije dobilo pravo da postane gradom, a tada je imalo populaciju od 1,610. Veliki rast grada počeo je nakon što je 1876. spojen na željezničku prugu Union Pacific Railroad, a zatim i gradnjom željezničke pruge prema Santa Feu 1885. godine te vađenjem ugljena i nafte početkom devedesetih godina 19. stoljeća. Grad je tada bio i sinonim za dobro zdravlje, čisti okoliš, veliku osunčanost i plantaže limuna.
Veliku skupinu migranata činili su doseljenici iz saveznih država Srednjega zapada poput Iowe i Indiane koji su kao nova politička vladarska klasa nadmašili meksičku elitu. Nekadašnje velike farme zamijenjene su parcelama i broj stanovništva je rastao te je grad 1900. već imao 100.000 stanovnika, a u sljedećih deset godina broj stanovnika se utrostručio. Između 1899. i 1914. izgrađena je velika luka, a jer zalihe vode više nisu bile dovoljne, 1913. je u sjevernom dijelu grada izgrađen akvadukt.
Nakon osnutka brojnih okolnih naselja gradsko područje Los Angelesa obuhvatilo je i okolne gradove kao što su Wilmington, San Pedro, Hollywood, Sawtelle, Hyde Park, Eagle Rock, Venice, Watts, Barnes City i Tujunga. Santa Monica, Beverly Hills i San Fernando, koji se općenito smatraju gospodarskim i kulturalnim dijelovima Los Angelesa, uspjeli su u administrativnom smislu do danas održati samostalnost.
Godine 1932. u Los Angelesu su po prvi put održane Olimpijske igre, a brzonapredujuća filmska industrija mamila je brojne novopridošlice u grad. No, pravi procvat se dogodio nakon Drugog svjetskog rata kada su se u gradu smjestili pogoni za proizvodnju zrakoplova i svemirskih letjelica.
Godine 1960. izgrađen je prvi visoki neboder u kojem su se nalazili uredi. U kolovozu 1965. došlo je do velikih ispada u kojima su poginule 34 osobe. Godine 1984. u gradu su po drugi put održane Olimpijske igre.
U travnju 1992. došlo do velikih nemira koji su predstavljali jednu od najvećih pobuna u povijesti SAD-a, a izazvani su nakon što su oslobođena četiri policajca bijele boje kože, koji su zlostavljali crnca Rodneyja Kinga, a u tim neredima poginulo je 58 ljudi. Krajem listopada i početkom studenog 1993. u gradskom području su izbili veliki požari i uništili jedan dio grada dok je u siječnju 1994. grad pogodio potres jačine 6,7 prema Richterovoj ljestvici, pri čemu je poginulo 57 ljudi, a oštećeno je ili uništeno nekoliko tisuća zgrada i brojne prometnice.
Završetkom Hladnog rata teško je pogođena jedna od važnih gospodarskih grana grada, industrija zrakoplova i svemirskih letjelica. 

Nezaposlenost, rastući kriminal i rasistički ispadi samo su neki od problema s kojima se danas bori Los Angeles.
Požari u Los Angelesu 2025. najrazorniji su požari u povijesti Kalifornije.

## Gradovi partneri
Los Angeles ima 25 gradskih partnera. Oni su poredani kronološkim redosljedom:
- Eilat, Izrael (1959.)
- Nagoya, Japan (1959.)
- Salvador, Brazil (1962.)
- Bordeaux, Francuska (1964.)[3][4]
- Berlin, Njemačka (1967.)[5]
- Lusaka, Zambija (1968.)
- Ciudad de México, Meksiko (1969.)
- Auckland, Novi Zeland (1971.)
- Busan, Južna Koreja (1971.)
- Mumbai, Indija (1972.)
- Tehran, Iran (1972.)
- Taipei, Republika Kina (1979.)
- Guangzhou, Narodna Republika Kina (1981.)[6]
- Atena, Grčka (1984.)
- Sankt-Peterburg, Rusija (1984.)
- Vancouver, Kanada (1986.)[7]
- Giza, Egipat (1989.)
- Jakarta, Indonezija (1990.)
- Kaunas, Litva (1991.)
- Makati, Filipini (1992.)
- Split (1993.)[8]
- San Salvador, Salvador (2005.)
- Beirut, Libanon (2006.)
- Ischia, Campania, Italija (2006.)
- Erevan, Armenija (2007.)[9]

## Unutarnje poveznice
- Hollywood
- Los Angeles Lakers
- Los Angeles Clippers
- Staples Center
- Los Angeles Kings
- Los Angeles Galaxy
- UCLA

## Vanjske poveznice
- City of Los Angeles, službene stranice grada (engl.)
- Los Angeles Hrvatska enciklopedija

### Ostali projekti
|  | Zajednički poslužitelj ima još gradiva o temi Los Angeles, Kalifornija |